# Manewr mylący
Manewr mylący (ang. feint) – jest to forma manewru taktycznego. Ma na celu zakłócenie zorganizowanego działania sił przeciwnika w obronie. Musi być on wystarczająco wiarygodny, by wywołać pożądaną reakcję. Jest on najbardziej skuteczny, gdy pokrywa się z ocenami przeciwnika.
Inaczej: w wojskowych działaniach pozorowanych to akcja ofensywna obejmująca kontakt z przeciwnikiem, prowadzona w celu wprowadzenia go w błąd co do miejsca i czasu rzeczywistej, głównej operacji ofensywnej,